# ربکا درمالج
ربکا درمالج (به انگلیسی: Rebeka Dremelj) (زاده ۲۵ ژوئیه ۱۹۸۰) خواننده اسلوونیایی است.
او در مسابقه آواز یوروویژن ۲۰۰۸ نماینده اسلوونی بود.